# Marcelo Rebelo de Sousa
Marcelo Nuno Duarte Rebelo de Sousa BTO • ComSE • GCIH • GCoITE (Lisboa, São Sebastião da Pedreira, 12 de dezembro de 1948) é um político e académico português que serve atualmente como 20.º Presidente da República Portuguesa desde 2016, filiado ao Partido Social Democrata, embora tenha suspenso a sua filiação partidária durante a sua presidência. Rebelo de Sousa serviu anteriormente como ministro do governo, parlamentar na Assembleia da República Portuguesa, jurista, jornalista, analista político, professor catedrático de Direito e comentador político.
Professor catedrático de Direito, jornalista e comentador político, exercia a função de docente e presidente do Instituto de Ciências Jurídico-Políticas da Faculdade de Direito da Universidade de Lisboa, até vencer as eleições presidenciais de 2016.
Elemento de movimentos católicos na sua juventude, viria a aderir ao Partido Social Democrata após o 25 de abril de 1974. Exerceu, a nível parlamentar e governativo, os cargos de deputado à Assembleia Constituinte, eleito pelo PSD; Secretário de Estado (1981–1982) e Ministro (1982–1983) dos Assuntos Parlamentares do governo da Aliança Democrática, chefiado por Francisco Pinto Balsemão. Foi líder do PSD entre 1996 e 1999.

## Biografia
Marcelo Rebelo de Sousa nasceu na freguesia de São Sebastião da Pedreira em Lisboa, é filho de Baltasar Rebelo de Sousa (1921-2002), médico e político do Estado Novo, e de Maria Fernandes Duarte das Neves (1920-2003), assistente social; é irmão de António Rebelo de Sousa e de Pedro Rebelo de Sousa.
É oriundo de Celorico de Basto, no distrito de Braga, onde tem raízes familiares, e de onde era natural a sua avó paterna.
Marcello Caetano foi o padrinho de casamento dos seus pais, e quem conduziu o carro que levou a sua mãe à maternidade para o dar à luz. Caetano esteve para ser seu padrinho de baptismo e é em sua honra que se chama Marcelo. O padrinho de baptismo foi Camilo de Mendonça, engenheiro agrónomo e político que foi o primeiro presidente da RTP.
Frequentou o Externato Lar da Criança, em Lisboa. Ali teve de repetir a quarta classe, juntamente com Eduardo Barroso, de quem ficou amigo para a vida. Destacou-se no Liceu Pedro Nunes, tendo recebido aos 15 e 16 anos o Prémio D. Dinis, atribuído aos melhores alunos do país.

## Carreira académica e profissional
Marcelo Rebelo de Sousa licenciou-se em Direito (1971) e doutorou-se em Ciências Jurídico-Políticas (1984), com uma tese intitulada Os Partidos Políticos no Direito Constitucional Português, pela Faculdade de Direito da Universidade de Lisboa.
Dedicou a sua vida profissional ao ensino, ao jornalismo e ao comentário político.

#### Professor catedrático
No âmbito da sua carreira como professor, ascendeu em 1990 a professor catedrático do Grupo de Ciências Jurídico-Políticas da Faculdade de Direito da Universidade de Lisboa. Também foi professor catedrático da Faculdade de Direito da Universidade Católica Portuguesa e professor catedrático convidado da Faculdade de Ciências Sociais e Humanas daquela universidade — pertencendo, ainda hoje, à Sociedade Científica —, tendo sido ainda professor catedrático convidado da Faculdade de Economia da Universidade Nova de Lisboa.
Ainda na Faculdade de Direito de Lisboa exerceu os cargos de presidente do Conselho Directivo (1985–1989), do Instituto da Cooperação Jurídica (2004-2005) e do Conselho Pedagógico (2006–2010), além de presidente do Instituto de Ciências Jurídico-Políticas, desde 2005 até à sua tomada de posse como presidente da República, em 2016.
Foi negociador do anteprojecto da Faculdade de Direito da Universidade de Bissau. Presidiu à Comissão Instaladora da Faculdade de Direito da Universidade do Porto (1995–1996 e 2001–2003).
É doutor honoris causa pela Universidade do Porto desde 2005.

#### Jornalista
Enquanto jornalista Marcelo Rebelo de Sousa esteve, desde a sua fundação (1973), ligado ao semanário Expresso. Foi jornalista deste semanário, como também acionista minoritário da Sojornal, sua editora. Nesta empresa, fundada por iniciativa de Francisco Pinto Balsemão, este tinha a maioria do capital, sendo os restante preenchido pelas posições da Sociedade Nacional de Sabões, Manuel Cordo Boullosa, a família Ruella Ramos (Diário de Lisboa) e Botelho Moniz (Rádio Clube Português), Francisco Pinto Balsemão (tio), Luiz Vasconcellos, Francisco da Costa Reis, António Patrício Gouveia, Ruben A., Luís Corrêa de Sá, António Flores de Andrade, Mercedes Balsemão, António Guterres e Marcelo Rebelo de Sousa.
Na Sojornal Marcelo viria a ser, sucessivamente, administrador e administrador-delegado. No jornal, além de redator e editor na área de política e sociedade (criou a secção Gente), foi subdiretor (1975–1979) e diretor (1979–1981). Em 1982, chegou a escrever para O Diabo, participando no pseudónimo coletivo "Agapinto Pinto". Também dirigiu a revista E, que posteriormente veio a adotar a designação Única, regressando em 2016 à denominação anterior.
Posteriormente dirigiu o Semanário (1983–1987), jornal de que foi também acionista fundador, juntamente com Daniel Proença de Carvalho, José Miguel Júdice, Victor Cunha Rego, entre outros.

#### Comentador político
A partir dos anos 90 Marcelo Rebelo de Sousa ganharia notoriedade no comentário político, primeiro na TSF, com Exame (1993–1996), depois na televisão, colaborando aos domingos à noite, no Jornal Nacional, da TVI, a partir de 2000.
Em outubro de 2004, porém, Marcelo Rebelo de Sousa saía da TVI, na sequência de alegadas pressões sobre o canal controlado por Miguel Paes do Amaral, provenientes do governo de Pedro Santana Lopes e do ministro Rui Gomes da Silva, destinatário de muitas das críticas de Marcelo ao governo. A sua saída foi considerada um incidente político por parte do governo, sobretudo após o pedido de Marcelo de uma audiência ao Presidente Jorge Sampaio, para se queixar do atentado à liberdade de expressão.
Acabaria por prosseguir com a análise política aos domingos, na RTP, em As Escolhas de Marcelo Rebelo de Sousa, logo no ano seguinte, a partir de 2005. O canal público, com a necessidade de garantir o contraditório, contratou também António Vitorino, do PS, para o repique, num comentário à segunda-feira.
Mais tarde, António Vitorino sairia e, sob esse pretexto, o canal do Estado mostrava, também, a porta de saída a Marcelo.
A TVI voltaria a contratar Marcelo para os comentários semanais, agora no Jornal das 8, onde foi comentador desde 2010 até 2015.

## Carreira política e associativa
Desde jovem Marcelo Rebelo de Sousa foi dirigente associativo, nomeadamente nas formações de jovens da Acção Católica Portuguesa (Juventude Escolar Católica e Juventude Universitária Católica). Ainda hoje é membro de um sem número de instituições particulares de solidariedade social e outras: foi membro da Junta Diretiva (1994-2012) e presidente (2012-2016) da Fundação da Casa de Bragança — instituição estatal que administra o património expropriado pelo próprio Estado (era António Salazar chefe do governo) à família dos Duques de Bragança —, por designação do Estado Português, desde 2012 até 2016; foi presidente da Associação de Pais da Escola Salesiana do Estoril, na década de 1980; é curador do Museu Nacional de Arte Antiga e das Fundações Árpád Szenes-Vieira da Silva e António Quadros. É adepto e associado do Sporting Clube de Braga.
Marcelo Rebelo de Sousa aderiu ao Partido Social Democrata após a sua fundação, em maio de 1974, tendo sido o primeiro presidente eleito da Comissão Política Distrital de Lisboa (1975–1977) deste partido.
Ainda em 1975 foi eleito deputado à Assembleia Constituinte, participando nos trabalhos da feitura da Constituição de 1976, atualmente em vigor. Subsequetemente colaborou com Francisco Sá Carneiro no projeto de revisão dessa mesma Constituição, na sua versão originária, no chamado projeto Uma Constituição para os anos 80, onde era defendido um conjunto de reformas tendentes à democratização do regime, que passavam pelo saneamento da influência militar nas instituições democráticas, incluindo a extinção do Conselho da Revolução e a criação do Tribunal Constitucional, o reforço do papel da Assembleia da República e do Presidente da República.
Em 1981 ingressou no VIII Governo Constitucional, sendo Primeiro-Ministro Francisco Pinto Balsemão, como Secretário de Estado da Presidência do Conselho de Ministros. Em 1982 passou a assumir o cargo de Ministro dos Assuntos Parlamentares, assumindo assim a pasta inicialmente confiada a Fernando Amaral.
Em 1983 forma, no interior do PSD, a Ala Nova Esperança, protagonizando, ao lado de Durão Barroso, José Miguel Júdice, Pedro Santana Lopes e Conceição Monteiro, a oposição interna ao governo do Bloco Central; uma ação que viria a ser contribuir para a renovação interna do PSD, abrindo portas à candidatura de Aníbal Cavaco Silva, eleito líder no célebre Congresso da Figueira da Foz, em 1985.
Em 1989 encabeça a candidatura do PSD à Câmara Municipal de Lisboa, sendo derrotado por Jorge Sampaio, que se candidatava com o apoio do Partido Socialista, do Partido Comunista e de "Os Verdes". Manteve-se como vereador até 1993.
Ainda no âmbito autárquico foi presidente da Assembleia Municipal de Cascais (1979–1982) e presidente da Assembleia Municipal de Celorico de Basto (1997-2005).
Membro do Conselho de Estado (2000–2001 e, novamente, 2006-2016).
Participa de ações humanitários como associado ao Rotary Club de Lisboa.

### Liderança do PSD
Depois dos governos de Cavaco Silva e da demissão do sucessor deste, Fernando Nogueira, Marcelo Rebelo de Sousa seria eleito presidente do PSD, cargo que desempenhou entre 1996 e 1999.
Durante a sua liderança, viabilizou três Orçamentos de Estado do governo (minoritário) de António Guterres e reatou as relações institucionais entre o PSD e o PCP, cortadas há cerca de 20 anos.
Foi um dos promotores da adesão do PSD ao Partido Popular Europeu (1996), até então membro do Partido da Aliança dos Democratas e Liberais pela Europa. Foi igualmente eleito deputado ao Parlamento Europeu e vice-presidente do Partido Popular Europeu (1997–1999).
A sua liderança é ainda marcada pela realização de dois referendos nacionais, no ano de 1998, cuja iniciativa partiu do líder do PSD, que viu também as suas posições saírem vencedoras. O primeiro foi o referendo nacional sobre a questão do aborto, em 28 de junho: vitória do não (50,91%) — ainda que com quase seis milhões de eleitores (68,06%) a optarem pela abstenção. O segundo foi o referendo sobre a regionalização administrativa, a 8 de novembro: 63,59% dos votantes são contrários à proposta de reforma administrativa; abstenção de 51,3%. De um lado, o movimento Portugal Plural, liderado pelo antigo deputado do PS Eurico Figueiredo, e a partir do qual se lançará o movimento cívico Intervenção Radical; do outro, o movimento Nação Una, onde se destacam Paulo Teixeira Pinto e Manuel Monteiro. Marcelo Rebelo de Sousa, que provocara estas duas consultas populares pode reclamar das poucas vitórias na sua liderança do PSD; contudo é de registar a fraca participação popular que este mecanismo constitucional alcançou.
A ruptura com o líder do CDS-PP, Paulo Portas, com quem Marcelo preparava uma aliança política, esteve no culminar do seu consulado no PSD. Como tal, foi já sob a presidência de José Durão Barroso que o PSD se apresentou nas eleições legislativas de 1999.

### Candidatura presidencial

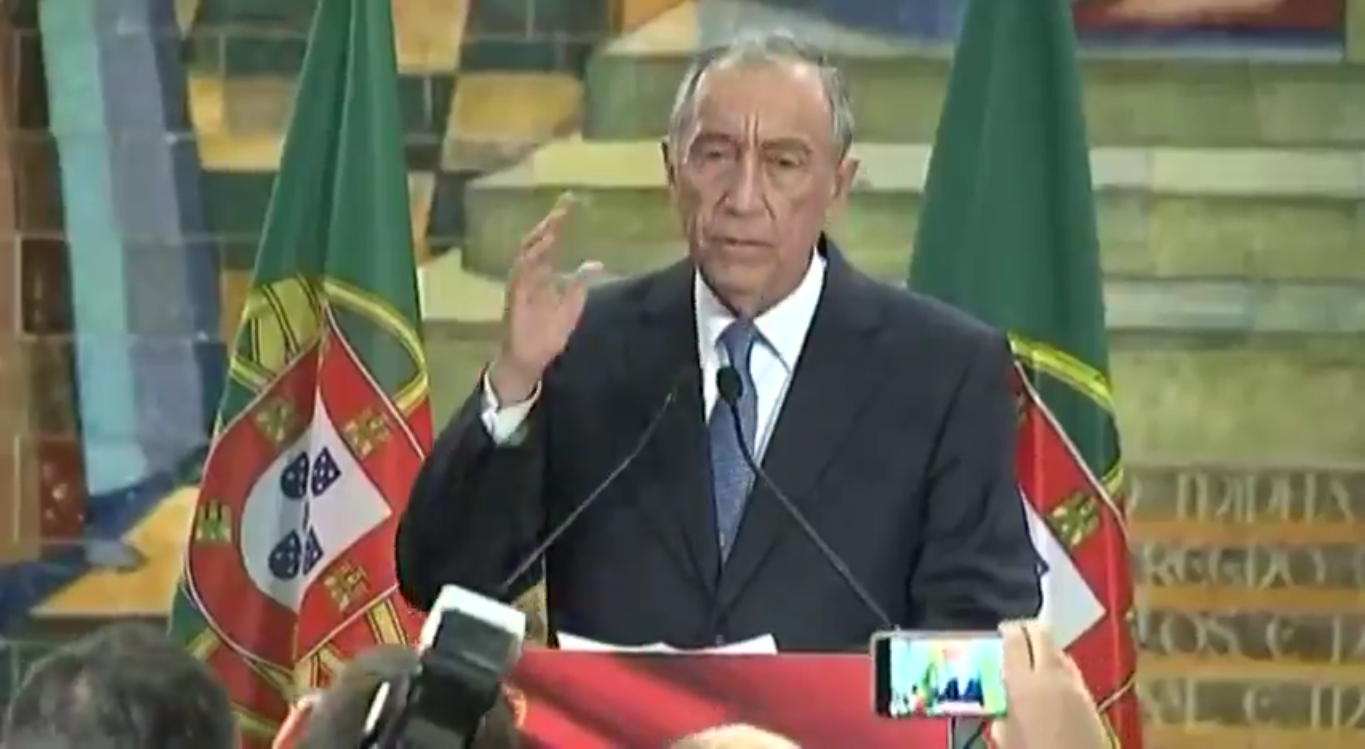
Discurso de vitória de Marcelo Rebelo de Sousa na noite eleitoral, 24 de janeiro de 2016, no átrio da Faculdade de Direito da Universidade de Lisboa.

Em 9 de outubro de 2015 anuncia na terra dos avós paternos, Celorico de Basto, no distrito de Braga, a sua candidatura às eleições presidenciais portuguesas de 2016. A 28 de dezembro de 2015 foi inaugurada a sede de campanha, situada em Belém, Lisboa, e apresenta como mandatária nacional da candidatura a jovem cientista Maria Pereira.
Marcelo afirmou que não existiriam cartazes na sua campanha eleitoral, e de resto, a mesma não foi muito intensa, embora se encontrasse com larga vantagem sobre os outros candidatos presidenciais, segundo as sondagens. Isto deveu-se provavelmente ao facto de o candidato Marcelo Rebelo de Sousa ter sido comentador político nos últimos anos, tendo adquirido influência e fama, o que lhe permitiu dispensar uma campanha eleitoral intensa.
Foi eleito presidente à primeira volta em 24 de janeiro de 2016 com 52% dos votos, derrotando, entre outros candidatos, António Sampaio da Nóvoa, Maria de Belém Roseira, Marisa Matias e Vitorino Silva.

## Presidência da República

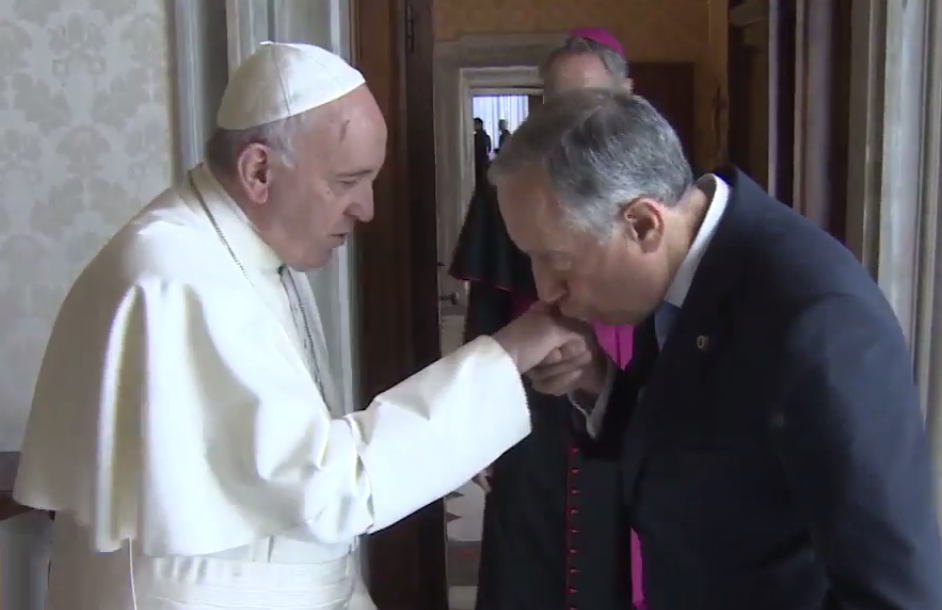
O Papa Francisco recebeu Marcelo Rebelo de Sousa na sua primeira visita de Estado enquanto Presidente da República, ao Vaticano, em março de 2016.

Marcelo Rebelo de Sousa tomou posse como Presidente da República perante o Parlamento a 9 de março de 2016, estendendo-se num programa de comemorações oficiais da tomada até o dia 11. Entre as solenidades relativas à ocasião, destacam-se uma celebração inter-religiosa na Mesquita de Lisboa, um concerto dedicado à juventude na praça do Município em Lisboa e uma visita à cidade do Porto.
A primeira viagem oficial ao estrangeiro enquanto Presidente foi ao Vaticano, a 17 de março, onde foi recebido pelo Papa Francisco. No mesmo dia deslocou-se ainda a Espanha onde jantou com o rei Filipe VI. Discursou, a 13 de abril, no Parlamento Europeu em Estrasburgo.
Deslocou-se entretanto a Moçambique, a Itália, à Alemanha e a Marrocos. Celebrou, juntamente com o primeiro-ministro António Costa, o Dia de Portugal em Paris, junto da comunidade portuguesa lá residente. No verão de 2016, assistiu a três jogos da seleção nacional no Campeonato Europeu de Futebol de 2016, em França, e visitou o Brasil por ocasião dos Jogos Olímpicos.
Na terceira das suas visitas oficiais à Região Autónoma da Madeira, Marcelo Rebelo de Sousa viajou até às ilhas Desertas, tendo sido o primeiro chefe-de-estado a fazê-lo, e às ilhas Selvagens.

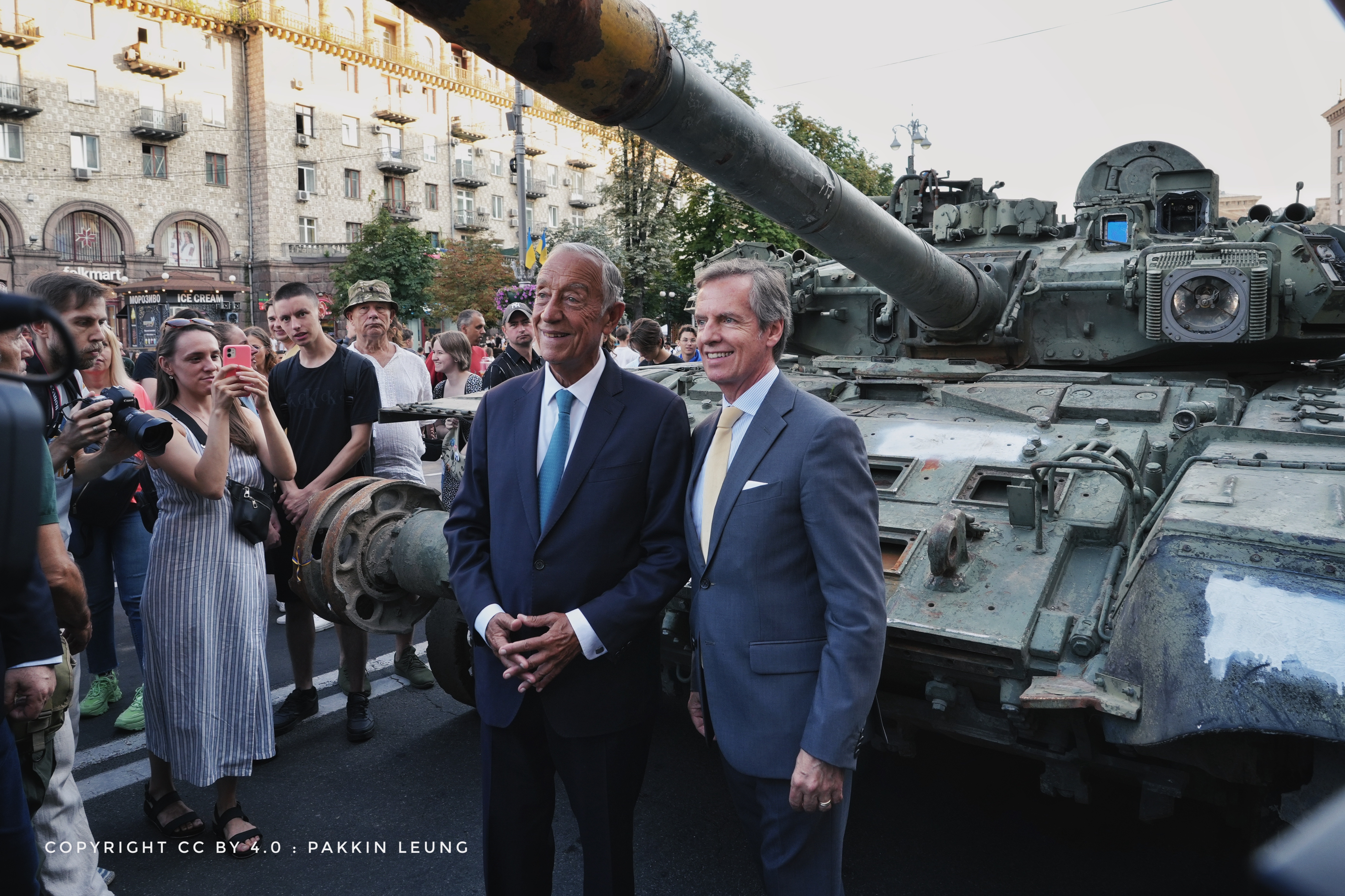
O Presidente de Portugal, Marcelo Rebelo de Sousa durante visita a Kiev, Ucrânia em 2023

Em 2023, foi alvo de escrutínio mediático após ser noticiado que duas gémeas luso-brasileiras, filhas de uma cidadã brasileira pertencente ao círculo social da esposa do filho do presidente, Nuno Rebelo de Sousa, haviam recebido um tratamento com um medicamento no valor de 2 milhões de euros, pagos pelo Serviço Nacional de Saúde, para cada uma. Existindo suspeitas de favorecimento do presidente da República aos conhecidos do seu filho, Marcelo Rebelo de Sousa negou qualquer favorecimento ou intervenção no processo, alegando ter apenas recebido na Presidência da República um e-mail do filho e que apenas tinha reencaminhado o pedido para as entidades competentes. Apesar de ter considerado manter as condições para continuar no exercício do cargo de presidente da República, a popularidade de Marcelo Rebelo de Sousa saiu afetada do caso, uma vez que, de acordo com estudos de opinião, mais de metade dos portugueses considerou que o presidente da República não tinha condições para continuar no cargo.

## Resultados eleitorais

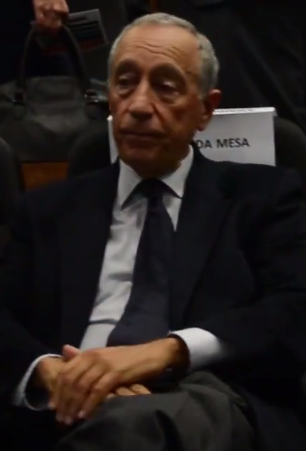
Marcelo Rebelo de Sousa em 2014

### Eleições legislativas
| Data | Partido | Partido | Circulo eleitoral | Posição    | Cl. | Votos   | %            | Status | Notas                   |
| ---- | ------- | ------- | ----------------- | ---------- | --- | ------- | ------------ | ------ | ----------------------- |
| 1975 |         | PPD     | Lisboa            | 6º (em 55) | 3.º | 190 004 | 15,0 / 100,0 | Eleito | Assembleia Constituinte |

### Eleições autárquicas

#### Assembleias Municipais
| Data | Partido           | Partido | Concelho   | Posição    | Cl.   | Votos          | %              | +/-    | Status                             |                                    |
| ---- | ----------------- | ------- | ---------- | ---------- | ----- | -------------- | -------------- | ------ | ---------------------------------- | ---------------------------------- |
| 1979 |                   | PPD/PSD | Cascais    | 1º (em 45) | 1.º   | 35 828         | 49,52 / 100,00 |        | Eleito                             | Presidente da Assembleia Municipal |
| 1997 | Celorico de Basto | PPD/PSD | 1º (em 23) | 1.º        | 7 732 | 58,78 / 100,00 |                | Eleito | Presidente da Assembleia Municipal |                                    |
| 2001 | Celorico de Basto | PPD/PSD | 1º (em 23) | 1.º        | 7 881 | 59,76 / 100,00 | 0,98           | Eleito | Presidente da Assembleia Municipal |                                    |

#### Câmaras Municipais
| Data | Partido | Partido     | Concelho | Posição    | Cl. | Votos   | %              | Status | Notas                                            |
| ---- | ------- | ----------- | -------- | ---------- | --- | ------- | -------------- | ------ | ------------------------------------------------ |
| 1989 |         | PSD-CDS-PPM | Lisboa   | 1º (em 17) | 2.º | 154 888 | 42,07 / 100,00 | Eleito | Líder da Oposição da Câmara Municipal de Lisboa. |

### Eleições Presidenciais
| Data | Partidos apoiantes | 1ª Volta | 1ª Volta  | 1ª Volta       | 1ª Volta | 2ª Volta | 2ª Volta | 2ª Volta | 2ª Volta | Status |
| Data | Partidos apoiantes | Cl.      | Votos     | %              | +/-      | Cl.      | Votos    | %        | +/-      | Status |
| ---- | ------------------ | -------- | --------- | -------------- | -------- | -------- | -------- | -------- | -------- | ------ |
| 2016 | PPD/PSD, CDS-PP    | 1.º      | 2 413 956 | 52,00 / 100,00 |          |          |          |          |          | Eleito |
| 2021 | PPD/PSD, CDS-PP    | 1.º      | 2 533 799 | 60,70 / 100,00 | 8,70     |          |          |          |          | Eleito |

## Condecorações e homenagens

### Ordens Nacionais
- Comendador da Ordem Militar de Sant'Iago da Espada de Portugal (9 de junho de 1994);[47]
- Grã-Cruz da Ordem do Infante D. Henrique de Portugal (9 de junho de 2005);[47]
- Grande-Colar da Ordem Militar da Torre e Espada, do Valor, Lealdade e Mérito de Portugal (9 de março de 2021);[48]
- Banda das Três Ordens (9 de março de 2016–presente)

### Ordens Estrangeiras
- Grande-Colar da Ordem de Ouissam Al-Mohammadi de Marrocos (27 de junho de 2016);[49]
- Cavaleiro de Colar da Ordem de Pio IX do Vaticano ou da Santa Sé (7 de julho de 2016);[50]
- Grã-Cruz da Ordem Nacional da Legião de Honra de França (26 de agosto de 2016);[50]
- Excelentíssimo Senhor Grande-Colar da Ordem de Isabel a Católica de Espanha (28 de novembro de 2016);[51][50]
- Grã-Cruz da Ordem da República da Sérvia (11 de janeiro de 2017);[49]
- Colar da Ordem do Mérito do Chile (27 de março de 2017);[49]
- 1.° Grau da Ordem Amílcar Cabral de Cabo Verde (7 de abril de 2017);[49]
- Grã-Cruz da Ordem Nacional do Leão do Senegal (12 de abril de 2017);[50]
- Grã-Cruz da Ordem do Salvador da Grécia (21 de abril de 2017);[50]
- Colar da Ordem Nacional do Mérito do Paraguai (11 de maio de 2017);[49]
- Cavaleiro da Ordem do Leão de Ouro da Casa de Nassau do Luxemburgo (23 de maio de 2017);[50]
- Colar da Ordem da Águia Asteca do México (16 de julho de 2017);[52][49]
- Grã-Cruz da Ordem do Leão Neerlandês dos Países Baixos (3 de outubro de 2017);[49]
- Grande-Colar da Ordem do Mérito de Itália (29 de novembro de 2017);[49]
- Excelentíssimo Senhor Colar da Ordem de Carlos III de Espanha (13 de abril de 2018);[53][50]
- Colar da Grande Ordem do Rei Tomislav da Croácia (4 de maio de 2018);[50]
- Grande-Colar da Ordem do Mérito de Malta (15 de maio de 2018);[50]
- Grã-Cruz da Ordem de Leopoldo da Bélgica (22 de outubro de 2018);[50]
- Faixa com Fita da Ordem da Stara Planina da Bulgária (30 de janeiro de 2019);[50]
- Grande-Colar da Ordem do Sol do Peru (25 de fevereiro de 2019);[50]
- Colar da Ordem Agostinho Neto de Angola (6 de março de 2019);[54][50][49]
- Grande-Colar da Ordem da Cruz da Terra Mariana da Estónia (16 de abril de 2019);[50]
- Grã-Cruz da Condecoração de Honra por Serviços à República da Áustria (12 de junho de 2019);[50]
- Medalha Amílcar Cabral da Guiné-Bissau (19 de maio de 2021);[50][49]
- Ordem do Mérito por Serviço Distinto da Eslovénia (31 de maio de 2021);[50]
- Grande-Colar da Ordem de Timor-Leste (19 de maio de 2022);[50]
- Grande-Colar da Ordem de Macários de Chipre (8 de outubro de 2022);[50]
- Grã-Cruz com Colar da Ordem do Mérito da República da Hungria (23 de fevereiro de 2023);[50]
- Grã-Cruz da Ordem do Mérito de Duarte Sánchez Mella da República Dominicana (23 de março de 2023);[50]
- Grã-Cruz com Colar da Ordem das Três Estrelas da Letónia (12 de abril de 2023);[50]
- Colar da Ordem do Mérito da Argélia (23 de maio de 2023);[50]
- Grande-Colar da Ordem Nacional do Cruzeiro do Sul do Brasil (29 de maio de 2023);[50]
- Grã-Cruz da Ordem da Águia Branca da Polónia (11 de agosto de 2023);[50]
- Placa da Ordem de Honra da Moldávia (2 de outubro de 2023);[50]
- Colar da Ordem da Estrela da Roménia da Roménia (3 de outubro de 2023).[50]
- Grã-Cruz da Ordem da Coroa dos Países Baixos (10 de dezembro de 2024).[50]

### Outras
- Paraquedista honorário (4 de setembro de 2017).[55]
- Em Celorico de Basto, terra onde tem relações muito fortes, foi atribuído o seu nome à Biblioteca Municipal do concelho, em sua homenagem.[56] Cerca de 80% do acervo documental da Biblioteca provém de ofertas suas.[57]

## Família
Casou-se a 22 de julho de 1972, em São Miguel de Machede, com Ana Cristina Caeiro da Motta Veiga (Lisboa, Santos-o-Velho, 4 de junho de 1950), filha de António da Mota Veiga e de sua mulher Maria Emília da Gama Caeiro, de quem se divorciou e da qual teve um filho e uma filha:

1. Nuno da Motta Veiga Rebelo de Sousa (Lisboa, São Sebastião da Pedreira, 8 de agosto de 1973 (51 anos)), licenciado em Economia pela Universidade Católica Portuguesa de Lisboa, MBA em Administração Geral pelo INSEAD de Fontainebleau. Casado por duas vezes:
- O seu primeiro casamento foi em Cascais, Estoril, a 4 de setembro de 1999 com D. Maria Rita Megre de Sousa Coutinho (Lisboa, São Domingos de Benfica, 16 de maio de 1974 (51 anos)), licenciada em Gestão pela Universidade Católica Portuguesa de Lisboa, MBA em Administração Geral pelo INSEAD de Fontainebleau, neta paterna do 4.º Marquês do Funchal e tetraneta do 1.º Visconde de Valdoeiro, de quem se divorciou e com quem teve um filho e três filhas:[59]
  - Francisco de Sousa Coutinho Rebelo de Sousa (Lisboa, Prazeres, 9 de julho de 2003 (22 anos));
  - Maria Teresa de Sousa Coutinho Rebelo de Sousa (24 de maio de 2005 (20 anos));
  - Maria Madalena de Sousa Coutinho Rebelo de Sousa (Lisboa, 22 de maio de 2007 (18 anos));
  - Maria Luísa de Sousa Coutinho Rebelo de Sousa (26 de novembro de 2008 (16 anos));

- Casou segunda vez com Juliana Vilela Drumond, de nacionalidade brasileira, de quem teve uma filha:
  - Maria Eduarda Rebelo de Sousa (nascida em 2014).[60]

2. Sofia da Motta Veiga Rebelo de Sousa (Lisboa, São Sebastião da Pedreira, 27 de setembro de 1976 (48 anos)), solteira e sem geração.
Marcelo Rebelo de Sousa mantém uma relação desde 1981 com Rita Maria Lagos do Amaral Cabral (n. a 21 de março de 1954 (71 anos)), não vivendo, no entanto, juntos.